# Deštné
Vesnice Deštné (něm. Dorfteschen) je částí obce Jakartovice, nacházející se v okrese Opava, v Moravskoslezském kraji. Součástí Deštného je i samota Kukačka, ležící u katastrální hranice s Jakartovicemi.

## Název
V nejstarších dokladech je vesnice jmenována jako Dešná či Deščná, v mladších dokladech převládal střední rod. Přídavné jméno deščná (tj. ves) znamenalo buď "desková" (pak by byla vesnice pojmenována podle stavebního materiálu, desek) nebo "dešťová" (pak by ves byla nazvána podle potoka bohatého za deště na vodu). Německé jméno (původně se psalo zvlášť Dorf Teschen, tedy "Ves Dešná") vzniklo z českého.

## Historie
První písemná zmínka pochází z roku 1320, kdy je ves uváděna jako majetek olomouckých biskupů. Tvrz připomínaná roku 1408 jako majetek Stošů z Kounic byla postupně přestavěna na barokní zámek.

## Pamětihodnosti
- Zámek Deštné – dvoupatrová dvojkřídlá stavba postavená na místě původní tvrze v letech 1727–1730. Od roku 1761 je zámek majetkem hrabat Renardů. Posledními majiteli byla rodina Richterů.

Již v 18. století musela být stavba zpevněna železnými svorníky. Po 2. světové válce začal zámek chátrat. Dnes je část zámku zřícená. To vše je dáváno za vinu zdejšímu nestabilnímu podloží. U zámku se nachází zbytek anglického parku.
- Kostel Navštívení Panny Marie – postaven v gotickém slohu ve 2. polovině 14. století
- Socha sv. Jana Nepomuckého – od S. Kapplera z roku 1727, u kostela
- Památný dub u potoka Deštná tekoucí do Mladecka
- Památná třešeň na severním úbočí Kamenné hory